# Dennis Bingham
John Denis Yelverton Bingham (11. august 1880 i Bangor - 28. december 1940 i Cirencester) var en britisk polospiller som deltog i OL 1924 i Paris.
Bingham vandt en bronzemedalje i polo under OL 1924 i Paris. Han var med på det britiske hold som kom på en tredjeplads i poloturneringen efter Argentina og USA. De andre på holdet var Frederick Barrett, Frederick Guest og Percival Wise.